# Chess Records
Chess Records var ett skivbolag i Chicago, Illinois, USA. Det startades 1950 och drevs av de invandrade polsk-judiska bröderna Leonard Chess (egentligen Lejzor Czyz) och Phil Chess (Fiszel Czyz ).
Chess Records blev känt för den blues, rock'n'roll och rhythm & blues som spelades in och gavs ut av bolaget med artister som Muddy Waters, Howlin' Wolf, Chuck Berry, Bo Diddley. Andra artister knutna till Chess Records var Willie Dixon, Sonny Boy Williamson II, Gene Ammons, Jimmy Rogers, Little Walter, The Moonglows, Etta James, Buddy Guy, Billy Stewart med flera. Willie Dixon i synnerhet var en viktig person på Chess Records: förutom att vara en duktig basist och produktiv låtskrivare, medverkade han även som inspelningsproducent för många inspelningar och blev något av en galjonsfigur för bolaget.

## Chess Records Artister
- Fontella Bass
- Chuck Berry
- Bobby Moore & The Rythm Aces
- Bo Diddley
- Willie Dixon
- Buddy Guy
- John Lee Hooker
- Howlin' Wolf
- Billy "The Kid" Emerson
- Etta James
- Johnnie Johnson
- Albert King
- Laura Lee
- JB Lenoir
- Little Milton
- Little Walter
- The Moonglows
- Muddy Waters
- Billy Stewart